# یورگ بنزینگر
یورگ بنزینگر (آلمانی: Jörg Bensinger) یک مهندس طراحی شاسی خودرو اهل آلمان است. وی از پیشگامان طراحی و به‌کارگیری سیستم چهارچرخ محرک در خوردروهای معمولی در دههٔ ۱۹۸۰ میلادی بود که ایدهٔ اولیهٔ آن در سال ۱۹۷۷ تکوین یافته بود.
وی از سال ۱۹۶۸ میلادی به تیم تحقیق و توسعه شرکت آئودی پیوست و نخستین بار در سال ۱۹۷۷ طرح سیستم چهارچرخ محرک را به فردیناند پیئش که در آن زمان رئیس تیم تحقیق و توسعه آئودی بود، پیشنهاد داد. قرار شد این دیفرانسیل جدید بر روی آئودی ۸۰ آزمایش شود. در این خودروی آزمایشی دیفرانسیل مرکزی به کار نرفت و از بخش‌هایی از آئودی ۱۰۰ در طراحی گیربکس آن استفاده شد. پس از آزمایش‌های متعدد و کسب نتیجه دلخواه، سرانجام این سیستم چهارچرخ محرک بر روی آئودی کواترو در سال ۱۹۸۰ به‌کار گرفته شد که موتور پنج سیلندر خطی ۲٫۱ لیتری با توربوشارژر داشت که قدرت آن ۱۹۷ اسب بخار و صفر تا صد آن ۷ ثانیه بود. میشل موتو با این خودرو در رالی قهرمانی جهان شرکت کرد و برندهٔ این رقابت‌ها شد.